# Úhořovkovití
Úhořovkovití (Nemichthyidae) je čeleď mořských paprskoploutvých ryb s extrémně protaženým štíhlým tělem a s dlouhými štíhlými čelistmi. Jako další holobřiší nemají vyvinuté břišní ploutve a procházejí stádiem leptocefalové larvy (listovitě zploštělá, průhledná larva). Úhořovky asi v devíti druzích řazených do tří rodů obývají hlubší vody všech oceánů s teplým a mírným klimatem, kde se živí pelagickými korýši. Mohou dosahovat délky přes 1 m, někteří zástupci (rod Nemichthys) mají extrémně vysoký počet obratlů (až 750). 

## Popis

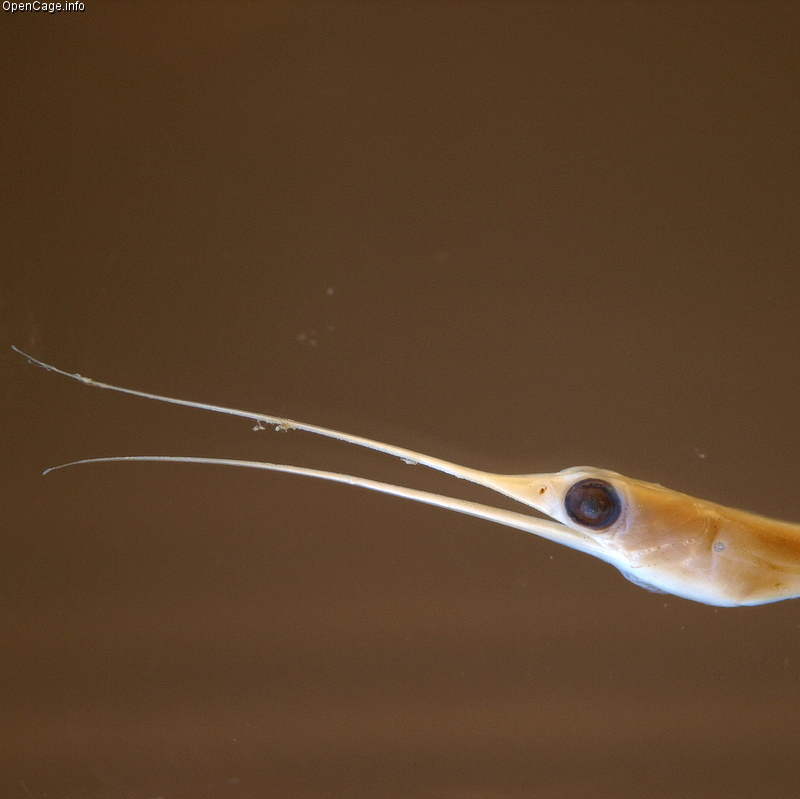
Detail hlavy preparovaného exempláře úhořovky zobákovité

Úhořovky jsou velice štíhlé, protáhlé ryby s nápadně protaženými čelistmi, které se nedovírají. U samců se však během dospívání zkracují a ztrácejí ozubení. Na hlavě jsou zřetelné dobře vyvinuté oči. Jejich prsní ploutve jsou vyvinuty, břišní ploutve (tak jako u ostatních holobřichých ryb) nikoli. Dlouhá hřbetní a řitní ploutev splývají s ocasní ploutvi (u rodů Labichthys a Avocettina) resp. s ocasním vláknem (Nemichthys) a tvoří ploutevní lem. Řitní otvor je posunut dopředu pod prsní ploutve nebo nedaleko za ně. Páteř úhořovek rodu Nemichthys se skládá až ze 750 obratlů, což je mezi obratlovci rekordní počet. Např. hnědavě zbarvená úhořovka zobákovitá (Nemichthys scolopaceus) s tmavým koncem těla může dosáhnout délky až 1,5 m při výšce těla asi 2 cm, i když nejčastěji jsou zaznamenány kusy do 1 m délky. Úhořovky nemají šupiny.
Jako další zástupci holobřichých, i úhořovky procházejí plochým průhledným larválním stádiem zvaným leptocefalus. Leptocefalové larvy úhořovek mají silně protažené tělo, vyskytují se relativně blízko hladiny (do hloubky 200 m) a během metamorfózy v dospělce sestupují do větších hloubek.

## Diverzita, výskyt, etologie

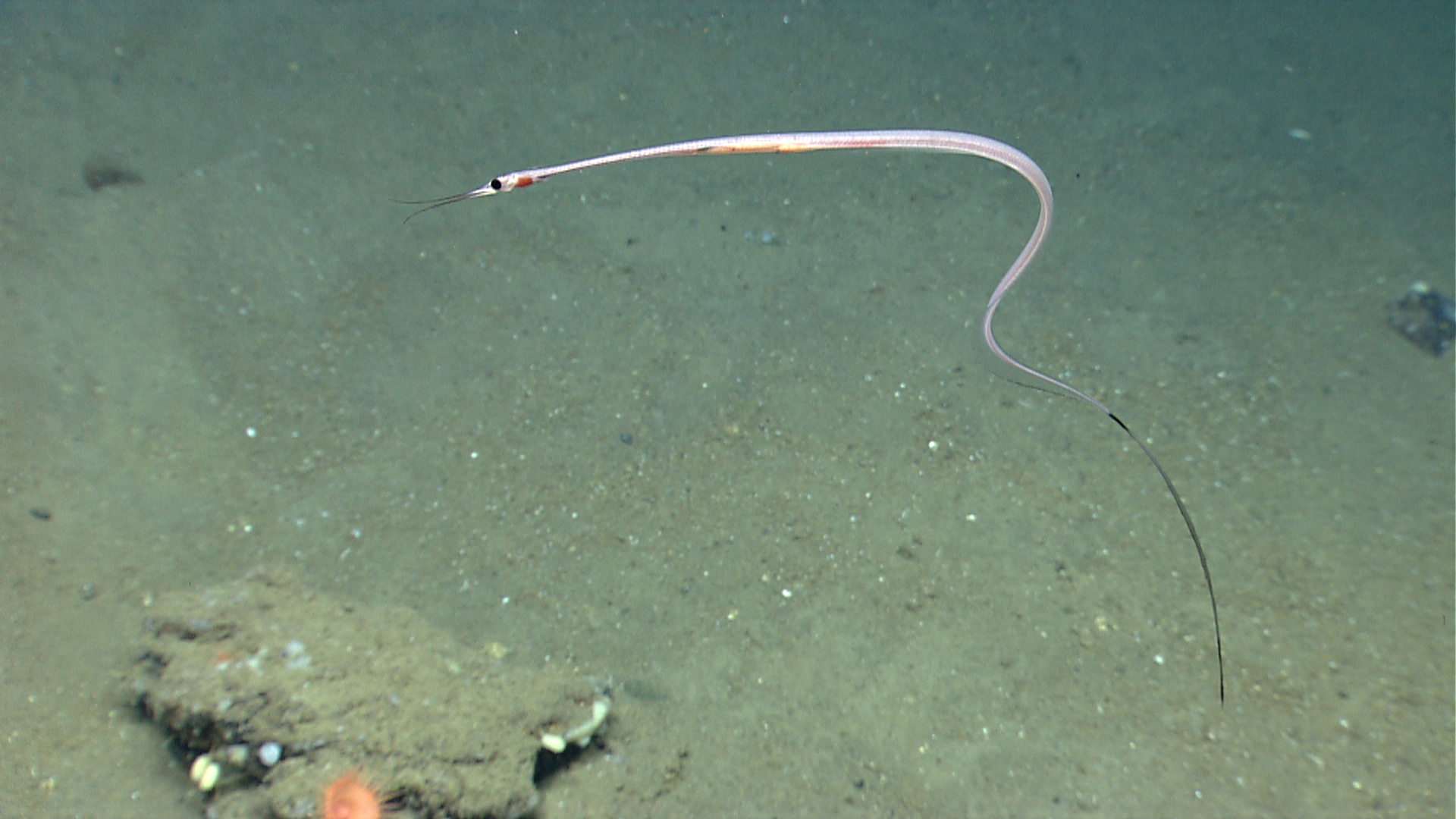
Úhořovka zachycená v přirozeném prostředí

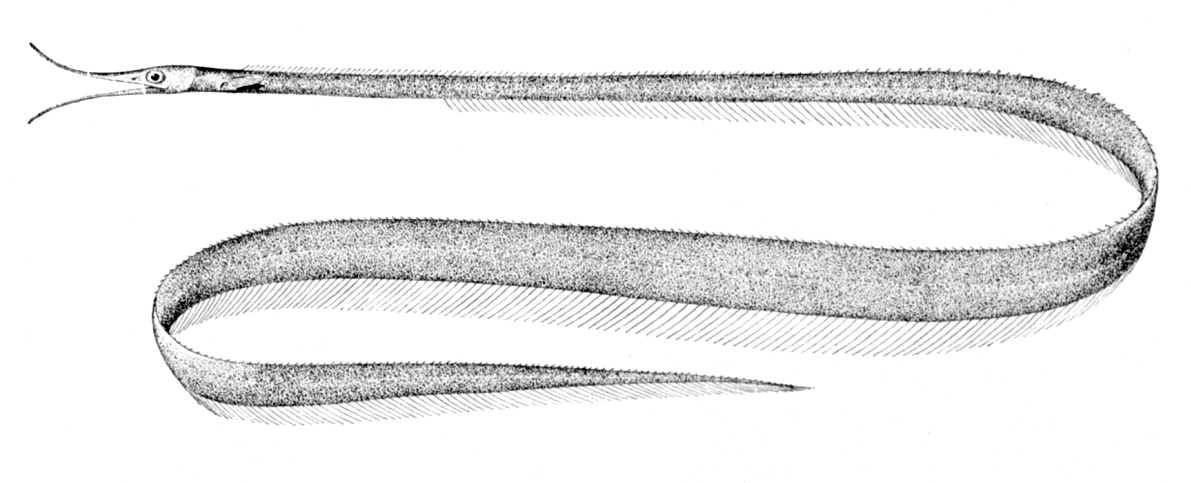
Úhořovka atlantská (Avocettina infans)

Do čeledi jsou řazeny tři podobné rody, Labichtys, Avocettina a Nemichthys. Česky jsou všechny nazývány úhořovka. Samci úhořovek, kteří jsou drobnější a mají v dospělosti obvyklou stavbu čelistí, byli původně popsáni jako samostatný rod. Celkem je známo 9 druhů, které obývají hluboké vody Atlantského, Indického i Tichého oceánu. Nejhojněji se vyskytují v hloubkách 100 m až 1 km, ale mohou sestupovat i hlouběji (i přes 3,5 km). Zaznamenány byly i ve Středozemním moři, kde se vyskytuje úhořovka zobákovitá (Nemichthys scolopaceus). Plavou volně ve vodě a při lovu korýšů (krevet), jimiž se živí, se v několikasetmetrových hloubkách orientují hlavou nahoru, patrně kvůli větší šanci zahlédnout siluetu kořisti proti prosvítajícímu světlu z hladiny. Má se za to, že lovené krevety se svými tykadly zachytí za protažené, jemně ozubené čelisti úhořovek.